# きょうのわんこ
きょうのわんこは、フジテレビ系列の朝の情報番組『めざましテレビ』が放送開始された1994年（平成6年）4月から続いている、同番組内で家庭の犬を紹介する一コーナーである。番組が終了する8時近くに始まり、約1分間放送される。開始当初よりディレクターは上津原伸介、松本大輔、ナレーションは西山喜久恵が担当している。
上津原によれば、制作のきっかけは当時のプロデューサーの「事件や事故を報道する番組の中で1分間ぐらいホッとするコーナーを作りたい」という発案であり、その後「犬の目から見た人間社会」をメインコンセプトにコーナーの方針が決定したのは番組開始の2週間前だったという。『めざましテレビ』の当時のメインキャスターの八木亜希子は、犬だけでなくいろいろな動物が見たいと当初は反対していたという。
2007年にはWii用のゲームソフトが発売され、2011年には番組で紹介された犬を元にした映画『ロック_〜わんこの島〜』が公開された。2015年11月に放送回数5000回を達成、2021年11月には6300回を越えるなど、人気のコンテンツとなっている。
2019年3月に放送された特番では、オーランド・ブルームとパリス・ヒルトンの飼い犬が出演した。
2024年7月16日に放送7000回を迎えた。

## ビデオ

### VHS
- 『きょうのわんこびでお 1ばん』 ソニー・ミュージックエンタテインメント、2000年4月[14]
- 『きょうのわんこびでお 2ばん』 ソニー・ミュージックエンタテインメント、2000年4月[15]
- 『きょうのわんこびでお 3ばん』 ソニー・ミュージックエンタテインメント、2000年4月[16]
- 『わんこの四季』 ソニー・ミュージックエンタテインメント、2002年10月[17]

### DVD
- 『きょうのわんこびでお 1ばん』 ソニー・ミュージックエンタテインメント、2001年2月[18]
- 『きょうのわんこびでお 2ばん』 ソニー・ミュージックエンタテインメント、2001年2月[18]
- 『きょうのわんこびでお 3ばん』 ソニー・ミュージックエンタテインメント、2001年2月[18]
- 『DVD版きょうのわんこびでお(スペシャル)』 ソニー・ミュージックエンタテインメント、2001年2月[19]
- 『わんこの四季』 ソニー・ミュージックエンタテインメント、2002年10月[20]
- 『めざましテレビ10周年記念企画 きょうのわんこベスト10 未発表映像収録』 ソニー・ミュージックソリューションズ、2003年12月[21]
- 『笑撃!きょうのわんこ日本代表25犬 戌年記念限定版』 CCRE、2006年7月[22]
- 『感動!きょうのわんこ日本代表スペシャル編 戌年記念限定版』 CCRE、2006年7月[23]
- 『もっと!きょうのわんこ 笑撃編 (+あのわんこに逢いたい!DVD特別編集)』 CCRE、2007年7月[24]
- 『もっと!きょうのわんこ 感動編 (+あのわんこに逢いたい!DVD特別編集)』 CCRE、2007年7月[25]
- 『きょうのわんこ保存版 「ゆかいなわんこ 笑撃編」』 キングレコード、2012年1月[26]
- 『きょうのわんこ保存版 「がんばれわんこ 感動編」』 キングレコード、2012年1月[27]

## めざましムービー
「めざましムービー」シリーズのうち「きょうのわんこ」スタッフ制作によるもの。4作品が発売された2008年7月時点でシリーズ合わせて26万枚以上出荷のヒット作となっている。販売元はポニーキャニオン。第3弾のみ動物を主体としない青ヶ島を舞台とする恋愛映画『アイランドタイムズ』。
- 『にゃんこ THE MOVIE』 ナレーション：篠原涼子、主題歌：Boys Town Gang「君の瞳に恋してる」、2006年7月[29]
- 『わんこ THE MOVIE』 ナレーション：広末涼子、2006年12月[30]
- 『にゃんこ THE CLASSIC』 2007年6月 - 「にゃんこ THE MOVIE」やその未公開映像とクラシック音楽を組み合わせた作品。[31]
- 『にゃんこ THE MOVIE 2』 ナレーション：小西真奈美、2007年7月[32]
- 『わんこ THE MOVIE 2』 ナレーション：上野樹里、主題歌：いきものがかり、2008年7月[33]
- 『にゃんこ THE MOVIE 3』 ナレーション：田中麗奈、主題歌：JUJU、2009年2月[34]
- 『にゃんこ THE MOVIE 4』 ナレーション：綾瀬はるか、主題歌：西野カナ、2010年7月[35]
- 『にゃんこ THE MOVIE 5』 ナレーション：長澤まさみ、主題歌：井手綾香、2012年8月[36]

## 書籍
- 『きょうのわんこ』 大海社、1997年5月、ISBN 4925006339
- 『きょうのわんこ 2』 大海社、1997年8月、ISBN 4925006355
- 『きょうのわんこ 第3集』 めざましテレビ編、ベストセラーズ、1999年7月、ISBN 4584162360
- 『きょうのわんこ 第4集』 めざましテレビ編、ベストセラーズ、2000年4月、ISBN 4584162395
- 『きょうもわんこ』 写真：松本大輔、コンパス、2002年4月、ISBN 4877630899
- 『きょうのわんこ 第5集』 めざましテレビ編、フジテレビ出版、2003年4月、ISBN 4594039367
- 『きょうのわんこ シールえほん』 学研プラス、2006年7月、ISBN 4052026535

## CD
- 『きょうのわんこCD』 ワーナーミュージック ジャパン、2000年2月[37]

## テレビゲーム
- 『めざましテレビ～10th Anniversary～きょうのわんこ』 わんこ育成シミュレーション、PlayStation 2用、デジキューブ、2003年7月24日発売[38]。
- 『ジグソーパズル きょうのわんこ』 パズルゲーム、Wii用、ハドソン、2007年7月26日発売[39][40]。

## その他
- きょうのわんぽ計[41]
- 2010年2月27日『トリビアの泉 へぇへぇの種で大満開 久しぶりにやったらギネスまでとっちゃったよSP』（フジテレビ） で、「きょうのわんこ」を開始以来担当しているディレクター2人の仕事振りに1日密着した内容の 「プロフェッショナル わんこの流儀」（NHK『プロフェッショナル 仕事の流儀』のパロディ）が放送された。